# Я встретил моржа
«Я встретил моржа» (англ. I Met the Walrus) — фильм-интервью с Джоном Ленноном, проиллюстрированное средствами векторной анимации. Фильм был номинирован на премию «Оскар» в категории «Короткометражный анимационный фильм», а также был признан лучшим фильмом Манхэттенского фестиваля короткометражных фильмов 2008 года. Международная премьера состоялась 22 марта 2007 года, а в США — 15 февраля 2008 года.
Фильм является дебютной работой канадского аниматора Джоша Раскина. 

## История создания
В 1969 году четырнадцатилетний Джерри Левитан наперевес с бобинным магнитофоном пробрался в гостиничный номер Джона Леннона, чтобы взять у него интервью.
Фильм спродюсирован самим Левитаном. По его мнению, то, что говорил ему Леннон в 1969 году, не утратило актуальности и поныне. Используя оригинальное интервью, записанное как саундтрек, Раскин создает каждое слово Леннона в каскаде анимации. Каждое слово Леннона обретает в фильме своё визуальное воплощение, поэтому картина в целом складывается из сотен сменяющих друг друга образов. Снят мультфильм в манере, напоминающей местами анимацию «Желтой подводной лодки».

## В ролях
- Джерри Левитан
- Джон Леннон